# Charles Fritts
Charles E. Fritts (1850 – 1903) was een Amerikaans uitvinder aan wie de uitvinding wordt toegeschreven van de eerste werkende zonnecel in 1883.

## Uitvinding zonnecel
In 1839 nam de Franse natuurkundige Alexandre-Edmond Becquerel voor het eerst het 'fotovoltaïsch effect' waar. Fotogeleiding in seleen werd in 1873 door Willoughby Smith en in 1876 door de Britse natuurkundige William Grylls Adams en zijn student Richard Day ontdekt. Fritts bouwde in 1883 de eerste lichtcel op de halfgeleider seleen, waarop hij een extreem dunne goudlaag had aangebracht. Erg efficiënt was zijn cel niet. Slechts 1 procent van het invallende licht werd omgezet in elektriciteit. In plaats van energieopwekking zoals Fritts zelf voor ogen had vond zijn inefficiënte zonnecel voornamelijk toepassing als lichtcel in belichtingsmeters voor de fotografie.
Zonnecellen werden pas praktisch als alternatieve energiebron nadat Russell Ohl in 1941 de silicium pn-overgang ontdekte, die het rendement van zonnecellen verhoogde tot 5 procent in de jaren 1950/60. Deze zonnecellen werden als eerst toegepast als lichtgewicht energiebron in satellieten en ruimtevaartuigen.